# Угадзін Томоя
Томоя Угадзін (яп. 宇賀神 友弥, нар. 23 березня 1988, Сайтама) — японський футболіст, захисник клубу «Урава Ред Даймондс».

## Клубна кар'єра
У дорослому футболі дебютував 2009 року виступами за команду клубу «Урава Ред Даймондс», кольори якої захищає й донині. З командою став володарем Кубка Джей-ліги та клубним чемпіоном Азії. 

## Виступи за збірну
У травні 2017 року вперше був викликаний до лав національної збірної Японії, проте на поле не виходив.

## Титули і досягнення
- Володар Кубка Джей-ліги (1):

«Урава Ред Даймондс»:  2016
- Володар Кубка банку Суруга (1):

«Урава Ред Даймондс»:  2017
- Клубний чемпіон Азії (1):

«Урава Ред Даймондс»:  2017
- Володар Кубка Імператора (2):

«Урава Ред Даймондс»:  2018, 2021